# Brudzewo (Szczaniec)

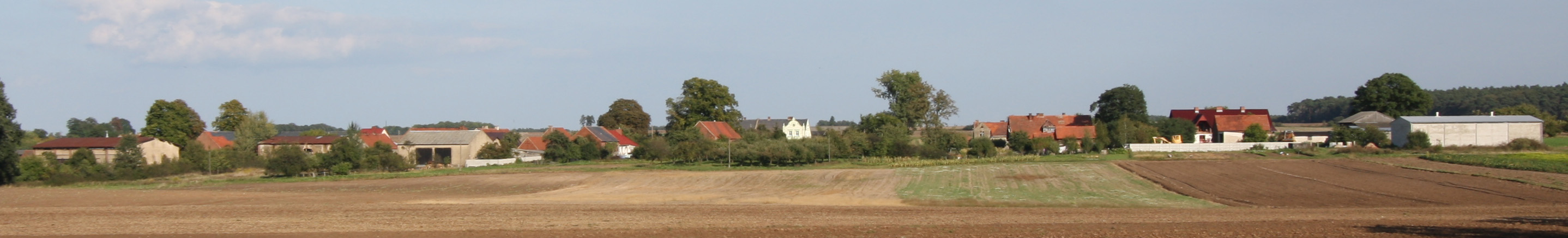
Brudzewo (2011)

Brudzewo (deutsch Brausendorf) ist ein Dorf in der Gemeinde Szczaniec im Powiat Świebodziński der polnischen Woiwodschaft Lebus und liegt etwa neun Kilometer südwestlich von der Stadt Zbąszynek. Das Dorf hat etwa 99 Einwohner.

## Geschichte
Das Dorf Brudzewo gehörte zunächst zur Woiwodschaft Posen im Herzogtum Großpolen der polnisch-litauischen Adelsrepublik und gelangte infolge der zweiten Teilung Polens 1793 zum Königreich Preußen. Dabei ordnete man das Dorf dem Kreis Meseritz in der Provinz Südpreußen zu, die aus dem annektierten polnischen Gebiet entstanden war. Im Jahr 1807 wurde das polnische Herzogtum Warschau gegründet und das Dorf in den Kreis Międzyrzecki (deutsch Meseritz) des Departements Posen aufgenommen. Mit dem Wiener Kongress 1815 gelangte das Dorf erneut unter preußische Herrschaft und war bis 1945 Teil des Kreises/Landkreises Meseritz der Provinz Posen/Grenzmark Posen-Westpreußen/Brandenburg.
Seither liegt das Dorf Brudzewo in der Republik Polen, bis 1975 innerhalb des Powiat Międzyrzecki und anschließend als Teil des Powiat Świebodziński.